# Стерлінг (Оклахома)
Стерлінг (англ. Sterling) — місто (англ. town) в США, в окрузі Команчі штату Оклахома. Населення — 668 осіб (2020).

## Географія
Стерлінг розташований за координатами 34°44′59″ пн. ш. 98°10′22″ зх. д. / 34.74972° пн. ш. 98.17278° зх. д. (34.749818, -98.172906).  За даними Бюро перепису населення США в 2010 році місто мало площу 2,08 км², уся площа — суходіл.

## Демографія
Згідно з переписом 2010 року, у місті мешкали 793 особи в 308 домогосподарствах у складі 216 родин. Густота населення становила 381 особа/км².  Було 341 помешкання (164/км²).
Расовий склад населення:
| - 85,8 % — білих - 8,2 % — корінних американців - 0,5 % — азіатів - 0,3 % — чорних або афроамериканців |

До двох чи більше рас належало 4,7 %. Частка іспаномовних становила 4,7 % від усіх жителів.
За віковим діапазоном населення розподілялося таким чином: 29,5 % — особи молодші 18 років, 55,2 % — особи у віці 18—64 років, 15,3 % — особи у віці 65 років та старші. Медіана віку мешканця становила 31,2 року. На 100 осіб жіночої статі у місті припадало 93,9 чоловіків;  на 100 жінок у віці від 18 років та старших — 87,0 чоловіків також старших 18 років.
Середній дохід на одне домашнє господарство  становив 46 882 долари США (медіана — 40 625), а середній дохід на одну сім'ю — 52 798 доларів (медіана — 43 750). За межею бідності перебувало 31,6 % осіб, у тому числі 58,8 % дітей у віці до 18 років та 12,0 % осіб у віці 65 років та старших.
Цивільне працевлаштоване населення становило 203 особи. Основні галузі зайнятості: будівництво — 23,6 %, освіта, охорона здоров'я та соціальна допомога — 19,7 %, роздрібна торгівля — 13,3 %, публічна адміністрація — 8,9 %.